# Lissonota quadrinotata
Lissonota quadrinotata är en stekelart som beskrevs av Johann Ludwig Christian Gravenhorst 1829. Lissonota quadrinotata ingår i släktet Lissonota och familjen brokparasitsteklar. Arten är reproducerande i Sverige. Utöver nominatformen finns också underarten L. q. ruforientor.